# Vittoria Guazzini
Vittoria Guazzini (ur. 26 grudnia 2000 w Pontederze) – włoska kolarka szosowa i torowa. Mistrzyni olimpijska w madisonie (2024), dwukrotna medalistka mistrzostw świata oraz wielokrotna medalistka mistrzostw Europy.

## Kariera
Pierwsze sukcesy w karierze osiągnęła w 2017 roku, kiedy zdobyła złote medale w drużynowym wyścigu na dochodzenie podczas torowych mistrzostw świata i mistrzostw Europy. Na rozgrywanych rok później torowych mistrzostwach świata juniorów zwyciężyła w omnium oraz drużynowym i indywidualnym wyścigu na dochodzenie. W tym samym roku wygrała indywidualną jazdę na czas i była druga w wyścigu ze startu wspólnego na szosowych mistrzostwach Europy w Brnie, a na torowych mistrzostwach juniorów w Aigle wygrała omnium, madisona i indywidualny wyścig na dochodzenie. W 2019 roku zdobyła pierwsze medale wśród seniorek, zajmując trzecie miejsce w drużynowej jeździe na czas na szosowych mistrzostwach Europy w Alkmaar i trzecie miejsce w drużynowym wyścigu na dochodzenie podczas torowych mistrzostw Europy w Apeldoorn. Następnie była trzecia w drużynowej jeździe na czas na szosowych mistrzostwach Europy w Plouay (2020), a na torowych mistrzostwach Europy w Płowdiwie (2020) wygrała madison i zdobyła srebrny medal w drużynowym wyścigu na dochodzenie. W 2022 roku zdobyła złoty medal w drużynowym wyścigu na dochodzenie na mistrzostwach świata w Yvelines oraz srebrny w drużynowej jeździe na czas na mistrzostwach świata w Wollongong. 
Ponadto była między innymi pierwsza w Tour de Bretagne féminin w 2022 roku oraz trzecia w Trofeo Alfredo Binda-Comune di Cittiglio w 2023 roku.
Brała udział w igrzyskach olimpijskich w Tokio w 2020 roku, gdzie w drużynowym wyścigu na dochodzenie zajęła szóste miejsce.
Podczas igrzysk olimpijskich w Paryżu w 2024 roku zdobyła złoty medal w madisonie w parze z Chiarą Consonni.